# Adrenalize
Adrenalize is het vijfde studioalbum van de Engelse hardrockband Def Leppard.
Het album is uitgebracht op 31 maart 1992 en het eerste studioalbum van de band dat niet door Robert Lange geproduceerd is. Het album is opgedragen aan de in 1991 overleden gitarist Steve Clark. Clark wordt genoemd als medeschrijver bij zes van de tien nummers op het album en het nummer White Lightning is aan heb opgedragen. Het is het enige album van de band dat opgenomen is als vierkoppige band.
Net als bij de voorganger, had Def Leppard te maken met lange vertragingen. Vaste producent Robert Lange was al bezet vanwege een samenwerking met Bryan Adams en moest een andere producent gezocht worden. Daarnaast worstelde Steve Clark sinds 1989 aan alcoholverslaving en bracht hij zes sessies door in een afkickkliniek. In september 1990 werd hij voor een half jaar uit de band gezet om aan zijn verslaving te werken. Dit mocht niet baten: in januari 1991 stief Clarke. De bandleden dook de dag na zijn dood al de studio in, maar het duurde meerdere maanden voordat ze weer op een niveau konden spelen waar zij zelf tevreden mee waren. De band heeft er voor gekozen om op dit album geen vervaging van Clark in te huren, maar het album als viertal op te nemen.
Adrenalize kwam binnen op nummer 1 in zowel de UK Albums Chart als de Amerikaanse Billboard 200. Het bleef vijf weken op nummer 1 van de Billboard- hitlijst staan, waardoor Human Touch van Bruce Springsteen van de eerste plaats bleef, en stond in totaal 65 weken in de hitlijsten. Ook in Australië, Nieuw-Zeeland, Canada, Finland en Zwitserland werd de toppositie bereikt. In Nederland kwam het album niet hoger dan de 27e plek.

## Tracklijst
1. "Let's Get Rocked" (4:46)
2. "Heaven Is" (3:33)
3. "Make Love Like a Man" (4:15)
4. "Tonight" (4:03)
5. "White Lightning" (7:03)
6. "Stand Up (Kick Love into Motion)" (4:32)
7. "Personal Property" (4:21)
8. "Have You Ever Needed Someone So Bad" (5:24)
9. "I Wanna Touch U" (3:37)
10. "Tear It Down" (3:38)

Op de Japanse uitgave van het album staan twee bonustracks: "Miss You In A Heartbeat" (electric version) en "She's Too Tough". De twee-disc 'deluxeversie' van het album bevat een aantal live-opnames en B-kantjes, waaronder de met Hothouse Flowers opgenomen covers You Can't Always Get What You Want en Little Wing en de met Brian May opgenomen Now I'm Here.